# Uovo del palazzo di Gatčina
L'Uovo del palazzo di Gatčina è una delle uova imperiali Fabergé, un uovo di Pasqua gioiello che l'ultimo Zar di Russia, Nicola II donò a sua madre l'Imperatrice vedova Marija, nel 1901.
Fu fabbricato a San Pietroburgo nel 1901 sotto la supervisione di Michael Perkhin, per conto del gioielliere russo Peter Carl Fabergé della Fabergè. 

## Proprietari
Fu pagato 5.000 rubli dell'epoca.

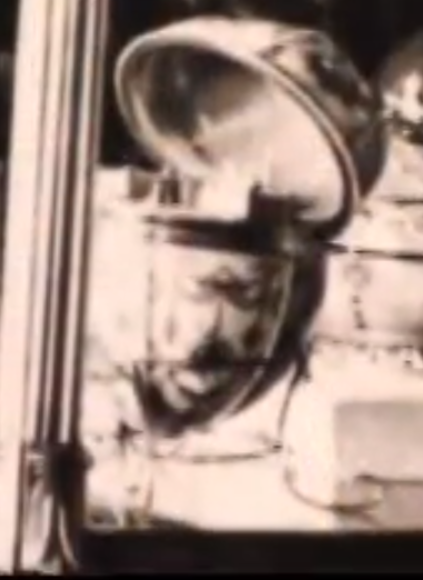
L'uovo con il suo supporto originale, nel 1902.

L'uovo rimase fino al 1917 nel Palazzo Aničkov.
Nel 1920 possessore dell'uovo era Alexander Polovtsov, un ex dipendente del Palazzo di Gatčina che ha poi avviato un negozio di antiquariato a Parigi, non è noto come il sig. Polovtsov abbia acquistato l'uovo.
Nel 1930 l'uovo fu venduto, insieme all'Uovo pergola di rose del 1907, a Henry Walters e nel 1931, alla morte di questi, divenne parte della  Walters Art Museum Collection.  Nel 1936 le due uova imperiali Fabergé furono messe in mostra al Walters Art Museum di Baltimora dove sono in esposizione permanente dal 1952.

## Descrizione
L'uovo d'oro è coperto da vari strati di smaltato bianco traslucido su un fondo arabescato con tecnica ghiglioscé e dipinto con un delicato disegno di rose rosa e ghirlande di foglie verdi e oro legate con fiocchi di nastri rossi in una varietà di festoni.
File di perline dividono l'uovo in dodici pannelli: verticalmente in sei spicchi ed orizzontalmente lungo il bordo dell'apertura.
Alle due estremità sono fissati diamanti tagliati come lastre sottili, probabilmente per coprire il monogramma e l'anno del dono, che però sono stati rimossi. L'interno è foderato in velluto.

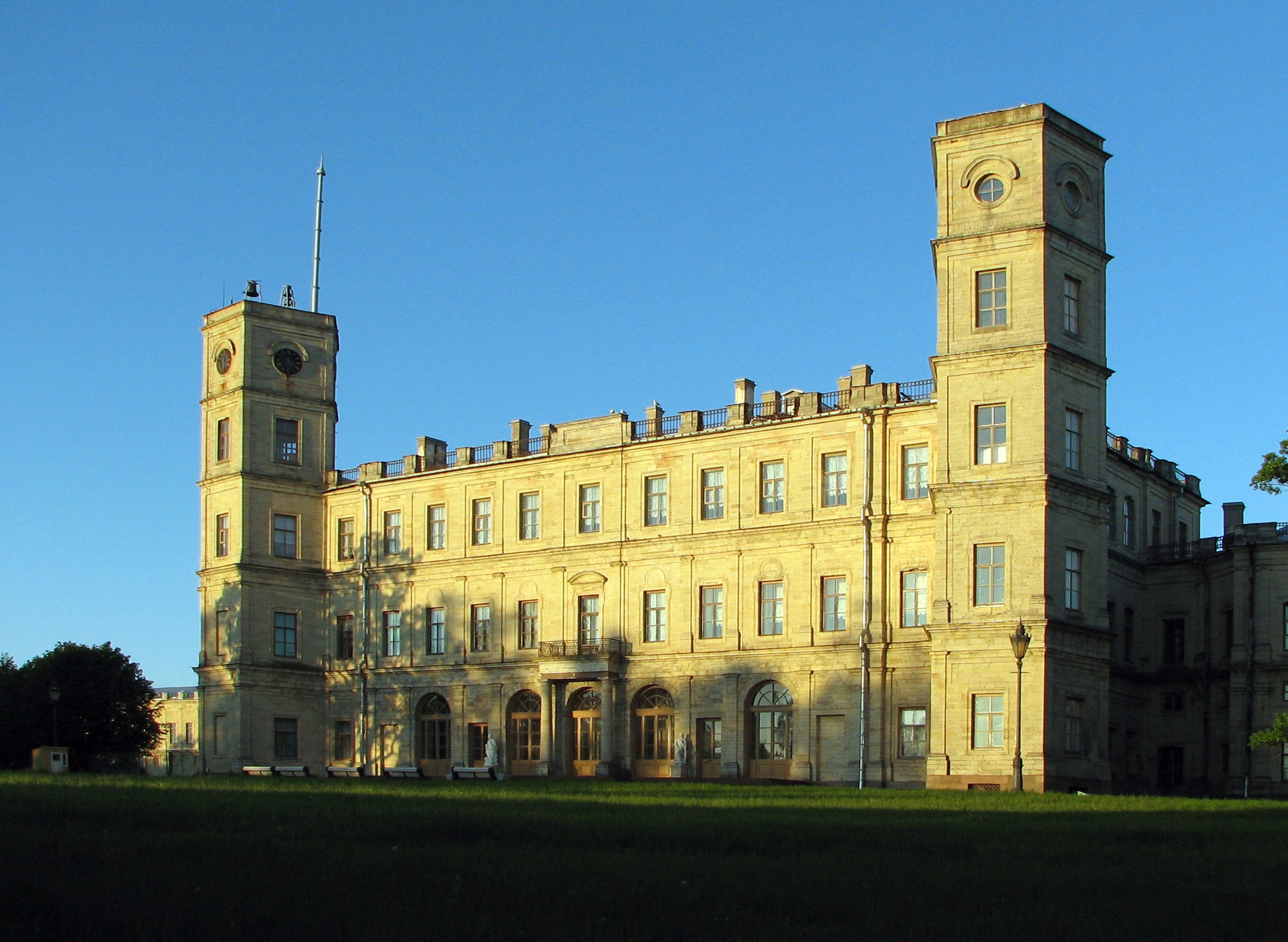
Il Palazzo di Gatčina.

### Sorpresa
La parte superiore dell'uovo si apre per rivelare una riproduzione in miniatura, in oro di quattro colori, della residenza invernale principale dell'Imperatrice vedova: il palazzo costruito a Gatchina, un villaggio 45 chilometri a sud-ovest di San Pietroburgo, per il conte Grigorij Grigor'evič Orlov ed in seguito acquistato dallo Zar Paolo I.
La miniatura riproduce nei dettagli anche l'area attorno al palazzo, sono presenti cannoni, una bandiera, una statua di Paolo I, ed elementi del paesaggio.